# Marlierea martinellii
Marlierea martinellii är en myrtenväxtart som beskrevs av Graziela Maciel Barroso och Ariane Luna Peixoto. 
Marlierea martinellii ingår i släktet Marlierea och familjen myrtenväxter. Inga underarter finns listade i Catalogue of Life.